# Kryteria zbieżności szeregów
Kryteria zbieżności szeregów – grupa twierdzeń podających warunki (zwykle wystarczające) zbieżności bądź rozbieżności danego szeregu liczbowego.
W niniejszym artykule
|  |  | {\displaystyle \sum _{n=1}^{\infty }a_{n}} |  | (A) |

oznacza szereg liczbowy, tzn. szereg o wyrazach rzeczywistych lub zespolonych. Artykuł ten stanowi przegląd wybranych kryteriów; dowody i przykłady zastosowań prezentowane są w artykułach dotyczących konkretnych kryteriów.

## Warunek konieczny
Podstawowym kryterium zbieżności szeregu jest warunek konieczny zbieżności:
Jeżeli szereg (A) jest zbieżny, to
{\displaystyle \lim _{n\to \infty }a_{n}=0}.
Przez prawo kontrapozycji, jeżeli granica ciągu {\displaystyle (a_{n})} nie istnieje bądź istnieje i jest różna od {\displaystyle 0,} to szereg (A) jest rozbieżny.
Warunek konieczny zbieżności pozwala stwierdzić czy dany szereg nie jest zbieżny; nie mówi natomiast niczego na temat zbieżności szeregu. Badanie problemu zbieżności szeregu zwykle zaczyna się od sprawdzenia warunku koniecznego, a jeżeli ten jest spełniony, przechodzi się do kolejnych kryteriów.
Przykłady
- Szereg

{\displaystyle \sum _{n=1}^{\infty }{\frac {n}{n+1}}}
jest rozbieżny, gdyż
{\displaystyle \lim _{n\to \infty }{\frac {n}{n+1}}=1\neq 0.}
- W przypadku, gdy

{\displaystyle \lim _{n\to \infty }a_{n}=0,}
warunek konieczny zbieżności nie rozstrzyga czy szereg jest zbieżny czy nie. Istotnie, szereg harmoniczny jest rozbieżny, tj.
{\displaystyle \sum _{n=1}^{\infty }{\frac {1}{n}}=\infty ,}
mimo że
{\displaystyle \lim _{n\to \infty }{\frac {1}{n}}=0}.
Szereg
{\displaystyle \sum _{n=1}^{\infty }{\frac {1}{n^{2}}}}
jest jednak zbieżny (zob. problem bazylejski), choć w tym przypadku również
{\displaystyle \lim _{n\to \infty }{\frac {1}{n^{2}}}=0.}

## Warunek Cauchy’ego
Każdy ciąg liczbowy jest zbieżny wtedy i tylko wtedy, gdy spełnia warunek Cauchy’ego; zbieżność szeregu (A) oznacza zbieżność ciągu sum częściowych
{\displaystyle {\bigg (}\sum _{j=1}^{n}a_{j}{\bigg )}_{n=1}^{\infty }.}
Oznacza to, że szereg (A) jest zbieżny wtedy i tylko wtedy, gdy
{\displaystyle \forall _{\varepsilon >0}\;\exists _{n_{0}\in \mathbb {N} }\;\forall _{n\geqslant n_{0}}\;\forall _{k\in \mathbb {N} }\;\left\vert \sum _{i=n}^{n+k}a_{i}\right\vert <\varepsilon }.

## Zbieżność bezwzględna
Szereg (A) nazywany jest zbieżnym bezwzględnie, gdy zbieżny jest szereg
|  |  | {\displaystyle \sum _{n=1}^{\infty }\|a_{n}\|.} |  | (│A│) |

Twierdzenie
Każdy szereg zbieżny bezwzględnie jest zbieżny.
Dowód
Załóżmy, że szereg (│A│) jest zbieżny. Spełnia on wówczas warunek Cauchy’ego, tzn. dla każdej liczby {\displaystyle \varepsilon >0} istnieje taka liczba naturalna {\displaystyle n_{0},} że dla {\displaystyle n\geqslant n_{0}} oraz dowolnego {\displaystyle k}
{\displaystyle \sum _{i=n}^{n+k}|a_{i}|<\varepsilon .}
Z nierówności trójkąta wynika, że
{\displaystyle \left|\sum _{i=n}^{n+k}a_{i}\right|\leqslant \sum _{i=n}^{n+k}|a_{i}|<\varepsilon ,}
a zatem szereg (A) także spełnia warunek Cauchy’ego, więc jest zbieżny.
Powyższe rozróżnienie jest istotne, może się bowiem zdarzyć, że dany szereg jest zbieżny, lecz nie jest zbieżny bezwzględnie – mówi się wtedy, że szereg jest zbieżny warunkowo. Twierdzenie Riemanna mówi, że można tak poprzestawiać wyrazy szeregu warunkowo zbieżnego liczb rzeczywistych, aby jako sumę nowego szeregu otrzymać dowolną, z góry zadaną liczbę.

## Szeregi o wyrazach nieujemnych
Ponieważ zbieżność bezwzględna implikuje zbieżność, istotne są kryteria zbieżności szeregów o wyrazach nieujemnych, które mogą być traktowane jako kryteria zbieżności bezwzględnej.
Wspólnym założeniem poniższych twierdzeń jest to, że wyrazy szeregu (A) są nieujemne. Bez straty dla ogólności wypowiadanych niżej twierdzeń można przyjąć, że szeregi te mają wyrazy dodatnie, tj.
{\displaystyle a_{n}>0,}
i takie założenie jest niżej poczynione.

### Kryterium porównawcze
Niech
|  |  | {\displaystyle \sum _{n=1}^{\infty }b_{n}} |  | (B) |

będzie szeregiem o wyrazach nieujemnych. Załóżmy, że istnieje takie {\displaystyle k,} że dla wszelkich {\displaystyle n\geqslant k} zachodzi nierówność
{\displaystyle a_{n}\leqslant b_{n}.}
Wówczas
1. jeżeli szereg (B) jest zbieżny, to szereg (A) jest również zbieżny;
2. jeżeli szereg (A) jest rozbieżny, to szereg (B) jest również rozbieżny[5].

Wersja graniczna
Pod założeniem, {\displaystyle b_{n}>0\quad (n\in \mathbb {N} ),} jeżeli istnieje granica
{\displaystyle K=\lim _{n\to \infty }{\frac {a_{n}}{b_{n}}},}
- gdy {\displaystyle K<\infty ,} to ze zbieżności szeregu (B) wynika zbieżność szeregu (A);
- gdy {\displaystyle K>0,} to z rozbieżności szeregu (B) wynika rozbieżność szeregu (A)[6].

Jeżeli {\displaystyle 0<K<\infty ,} oba szeregi są jednocześnie zbieżne lub jednocześnie rozbieżne.
Wersja ułamkowa
Pod założeniem, {\displaystyle b_{n}>0\quad (n\in \mathbb {N} ),} jeżeli dla dostatecznie dużych {\displaystyle n} spełniona jest nierówność
{\displaystyle {\frac {a_{n+1}}{a_{n}}}\leqslant {\frac {b_{n+1}}{b_{n}}},}
ze zbieżności szeregu (B) wynika zbieżność szeregu (A) (a więc z rozbieżności szeregu (A) wynika rozbieżność szeregu (B)).

### Kryterium d’Alemberta
Niech
{\displaystyle D_{n}={\frac {a_{n+1}}{a_{n}}}\qquad (n\in \mathbb {N} ).}
- Jeżeli dla dostatecznie dużych {\displaystyle n} oraz pewnego {\displaystyle r<1} spełniona jest nierówność

{\displaystyle D_{n}\leqslant r}
to szereg (A) jest zbieżny.
- Jeżeli zaś dla dostatecznie dużych {\displaystyle n} spełniona jest nierówność

{\displaystyle D_{n}>1}
to szereg (A) jest rozbieżny.
Wersja graniczna
Jeżeli istnieje granica
{\displaystyle D=\lim _{n\to \infty }D_{n},}
to
- gdy {\displaystyle D<1,} szereg (A) jest zbieżny, oraz
- gdy {\displaystyle D>1,} szereg (A) jest rozbieżny[9].

### Kryterium Cauchy’ego
- Jeżeli

{\displaystyle \limsup _{n\to \infty }{\sqrt[{n}]{a_{n}}}<1,}
to szereg (A) jest zbieżny.
- Jeżeli

{\displaystyle \liminf _{n\to \infty }{\sqrt[{n}]{a_{n}}}>1,}
to szereg (A) jest rozbieżny.
Wersja graniczna
Jeżeli istnieje granica
{\displaystyle C=\lim _{n\to \infty }{\sqrt[{n}]{a_{n}}},}
to
- gdy {\displaystyle C<1,} szereg (A) jest zbieżny, oraz
- gdy {\displaystyle C>1,} szereg (A) jest rozbieżny[10].

### Kryterium Raabego
Niech
{\displaystyle R_{n}=n\cdot {\Big (}{\frac {a_{n}}{a_{n+1}}}-1{\Big )}\qquad (n\in \mathbb {N} ).}
- Jeżeli dla dostatecznie dużych {\displaystyle n} oraz pewnego {\displaystyle r>1} spełniona jest nierówność

{\displaystyle R_{n}\geqslant r}
to szereg (A) jest zbieżny.
- Jeżeli zaś dla dostatecznie dużych {\displaystyle n} spełniona jest nierówność

{\displaystyle R_{n}\leqslant 1}
to szereg (A) rozbieżny.
Kryterium Raabego można wypowiedzieć w sposób bardziej zwięzły.
- Jeżeli

{\displaystyle \liminf _{n\to \infty }R_{n}>1,}
to szereg (A) jest zbieżny.
- Jeżeli dla prawie wszystkich {\displaystyle n,} {\displaystyle R_{n}\leqslant 1,} to szereg (A) jest rozbieżny[13].

Wersja graniczna
Jeżeli istnieje granica
{\displaystyle R=\lim _{n\to \infty }R_{n},}
to
- szereg (A) jest zbieżny, gdy {\displaystyle R>1,} oraz
- szereg (A) jest rozbieżny, gdy {\displaystyle R<1}[14].

### Kryterium Schlömilcha
Niech
{\displaystyle S_{n}=n\cdot \ln {\frac {a_{n}}{a_{n+1}}}\quad (n\in \mathbb {N} ).}
- Jeżeli

{\displaystyle \liminf _{n\to \infty }S_{n}>1}
to szereg (A) jest zbieżny.
- Jeżeli dla dostatecznie dużych {\displaystyle n} spełniona jest nierówność {\displaystyle S_{n}\leqslant 1,} to szereg (A) jest rozbieżny[15].

### Kryterium Kummera (Diniego-Kummera)
Niech {\displaystyle (c_{n})} będzie takim ciągiem o wyrazach dodatnich, że
{\displaystyle \sum _{k=1}^{\infty }{\frac {1}{c_{n}}}=\infty .}
Niech ponadto
{\displaystyle K_{n}=c_{n}\cdot {\frac {a_{n}}{a_{n+1}}}-c_{n+1}\qquad (n\in \mathbb {N} ).}
- Jeżeli dla dostatecznie dużych {\displaystyle n} oraz pewnego {\displaystyle r>0} spełniona jest nierówność

{\displaystyle K_{n}\geqslant r}
to szereg (A) jest zbieżny.
- Jeżeli zaś dla dostatecznie dużych {\displaystyle n} spełniona jest nierówność

{\displaystyle K_{n}\leqslant 0}
to szereg (A) jest rozbieżny.
Wersja graniczna
Kryterium Kummera można spotkać również w niecło słabszej, następującej wersji. Jeżeli ciąg {\displaystyle (K_{n})} jest zbieżny do pewnego {\displaystyle K,} to
- szereg (A) jest zbieżny, gdy {\displaystyle K>0,} oraz
- szereg (A) jest rozbieżny, gdy {\displaystyle K<0}[17].

### Kryterium Bertranda
Niech
{\displaystyle B_{n}=\ln n{\bigg (}n\cdot {\Big (}{\frac {a_{n}}{a_{n+1}}}-1{\Big )}-1{\bigg )}.}
Wówczas
- szereg (A) jest zbieżny, gdy

{\displaystyle \liminf _{n\to \infty }B_{n}>1;}
- szereg (A) jest rozbieżny, gdy

{\displaystyle \limsup _{n\to \infty }B_{n}<1}.
Wersja graniczna
Kryterium Bertranda można spotkać również w nieco słabszej, następującej wersji. Jeżeli ciąg {\displaystyle (B_{n})} jest zbieżny do pewnego {\displaystyle B,} to
- szereg (A) jest zbieżny, gdy {\displaystyle B>1,} oraz
- szereg (A) jest rozbieżny, gdy {\displaystyle B<1.}

W przypadku, gdy {\displaystyle B=0} kryterium nie rozstrzyga.

### Kryterium Gaussa
Jeżeli istnieją takie liczby {\displaystyle a,} {\displaystyle b>0} oraz ciąg ograniczony {\displaystyle (c_{n})} o tej własności, że dla dostatecznie dużych {\displaystyle n} zachodzi związek
{\displaystyle {\frac {a_{n}}{a_{n+1}}}=a+{\frac {b}{n}}+{\frac {c_{n}}{n^{2}}},}
to
- szereg (A) jest zbieżny, gdy {\displaystyle a>1} lub {\displaystyle a=1} oraz {\displaystyle b>1;}
- szereg (A) jest rozbieżny, gdy {\displaystyle a<1} lub {\displaystyle a=1} oraz {\displaystyle b\leqslant 1}[19].

### Kryterium całkowe
Niech {\displaystyle f\colon [1,\infty )\to \mathbb {R} } będzie funkcją dodatnią i malejącą. Niech ponadto {\displaystyle a_{n}=f(n)} dla każdego {\displaystyle n.} Wówczas szereg (A) jest zbieżny wtedy i tylko wtedy, gdy zbieżna jest całka niewłaściwa
{\displaystyle \int \limits _{1}^{\infty }f(x)\,\mathrm {d} x}.

### Kryterium Jermakowa
Niech {\displaystyle f\colon [1;\infty )\to \mathbb {R} } będzie nieujemną, malejącą funkcją ciągłą. Jeżeli dla dostatecznie dużych {\displaystyle x,} tj. {\displaystyle x\geqslant x_{0}} dla pewnego {\displaystyle x_{0},} spełniona jest nierówność
{\displaystyle {\frac {f(e^{x})\cdot e^{x}}{f(x)}}\leqslant q<1,}
to szereg
{\displaystyle \sum _{n=1}^{\infty }f(n)}
jest zbieżny. W przypadku gdy dla dostatecznie dużych {\displaystyle x} zachodzi nierówność
{\displaystyle {\frac {f(e^{x})\cdot e^{x}}{f(x)}}\geqslant 1,}
to szereg ten jest rozbieżny.

### Kryterium Cauchy’ego zagęszczające
Jeżeli ciąg wyrazów szeregu (A) jest nierosnący to szereg (A) jest zbieżny wtedy i tylko wtedy, gdy zbieżny jest szereg
|  |  | {\displaystyle \sum _{n=1}^{\infty }2^{n}\cdot a_{2^{n}}.} |  | (C) |

W sformułowaniu kryterium Cauchy’ego zagęszczającego (inaczej: kryterium zagęszczania lub konsensacyjnego) szereg (C) można zastąpić szeregiem
{\displaystyle \sum _{n=1}^{\infty }p^{n}\cdot a_{p^{n}}}
dla dowolnej niezerowej liczby naturalnej {\displaystyle p}.

### Kryterium Schlömilcha zagęszczające
Niech dany będzie rosnący ciąg liczb naturalnych
{\displaystyle u(1)<u(2)<u_{3}(3)<\ldots }
o tej własności, że
{\displaystyle {\frac {\Delta u(n)}{\Delta u(n{-}1)}}\ =\ {\frac {u(n{+}1)-u(n)}{u(n)-u(n{-}1)}}\ <\ N}
dla pewnego {\displaystyle N>0} oraz wszystkich {\displaystyle n.}
Jeżeli ciąg wyrazów szeregu (A) jest nierosnący, to szereg (A) jest zbieżny wtedy i tylko wtedy, gdy zbieżny jest szereg
{\displaystyle \sum _{n=0}^{\infty }{\Delta u(n)}\,a_{u(n)}\ =\ \sum _{n=0}^{\infty }{\Big (}u(n{+}1)-u(n){\Big )}a_{u(n)}}.

## Szeregi o wyrazach dowolnych

### Kryterium Leibniza
Jeżeli ciąg liczbowy {\displaystyle (a_{n})_{n=1}^{\infty }} spełnia następujące warunki:
1. {\displaystyle a_{n}\geqslant 0} dla wszystkich {\displaystyle n;}
2. {\displaystyle \lim _{n\to \infty }a_{n}=0;}
3. ciąg {\displaystyle a_{n}} jest nierosnący, tj. {\displaystyle a_{0}\geqslant a_{1}\geqslant a_{2}\dots ,}

to szereg
{\displaystyle \sum _{n=0}^{\infty }(-1)^{n}a_{n}}
jest zbieżny.

### Kryterium Abela
Niech {\displaystyle (a_{n})_{n=1}^{\infty },(b_{n})_{n=1}^{\infty }} będą ciągami liczb rzeczywistych. Jeżeli szereg (A) jest zbieżny, a ciąg {\displaystyle (b_{n})_{n=1}^{\infty }} jest monotoniczny i ograniczony, to szereg
{\displaystyle \sum _{n=1}^{\infty }a_{n}b_{n}}
jest zbieżny.

### Kryterium Dirichleta
Jeżeli ciąg sum częściowych
{\displaystyle \left(\sum _{k=1}^{n}a_{k}\right)_{n=1}^{\infty }}
szeregu (A) jest ograniczony, a {\displaystyle (b_{n})_{n=1}^{\infty }} jest ciągiem liczb rzeczywistych, który jest monotoniczny i zbieżny do {\displaystyle 0,} to szereg
{\displaystyle \sum _{n=1}^{\infty }a_{n}b_{n}}
jest zbieżny.

## Szeregi funkcyjne
Niech {\displaystyle A} będzie dowolnym zbiorem oraz niech
{\displaystyle f_{n}\colon A\to \mathbb {R} \quad (n\in \mathbb {N} )}
będzie ciągiem funkcji. Kryteria zbieżności szeregów liczbowych stosowane do szeregów
{\displaystyle \sum _{n=1}^{\infty }f_{n}(x)\quad (x\in A)}
mogą jedynie rozstrzygać o zbieżności punktowej; nie mówią jednak nic o możliwej zbieżności jednostajnej. Wyszczególnione niżej kryteria zbieżności szeregów funkcyjnych pozwalają rozstrzygać o tym typie zbieżności.
Niżej
{\displaystyle f_{n}\colon A\to \mathbb {R} \quad (n\in \mathbb {N} )}
oraz
{\displaystyle g_{n}\colon A\to \mathbb {R} \quad (n\in \mathbb {N} )}
są dowolnymi ciągami funkcji.

### Kryterium Weierstrassa
Jeżeli dla każdej liczby naturalnej {\displaystyle n} istnieje taka liczba {\displaystyle M_{n},} że
{\displaystyle |f_{n}(x)|\leqslant M_{n}}
dla każdego elementu {\displaystyle x} zbioru {\displaystyle A,} oraz szereg liczbowy
{\displaystyle \sum _{n=1}^{\infty }M_{n}}
jest zbieżny, to szereg funkcyjny
{\displaystyle \sum _{n=1}^{\infty }f_{n}(x)}
jest zbieżny jednostajnie w zbiorze {\displaystyle A}.

### Kryterium Abela
Jeśli
- szereg

{\displaystyle \sum _{n=1}^{\infty }g_{n}(x)}
jest zbieżny jednostajnie w zbiorze {\displaystyle A;}
- dla każdego {\displaystyle x} ze zbioru {\displaystyle A} ciąg {\displaystyle (f_{n}(x))_{n=1}^{\infty }} jest monotoniczny;
- istnieje taka liczba {\displaystyle M,} że dla prawie każdej liczby naturalnej {\displaystyle n} oraz wszystkich elementów {\displaystyle x} zbioru {\displaystyle A} spełniony jest warunek

{\displaystyle |f_{n}(x)|\leqslant M,}
to szereg funkcyjny
{\displaystyle \sum _{n=1}^{\infty }f_{n}(x)g_{n}(x)}
jest zbieżny jednostajnie w zbiorze {\displaystyle A}.

### Kryterium Dirichleta
Jeżeli
- istnieje taka liczba dodatnia {\displaystyle M} że dla wszystkich liczb naturalnych {\displaystyle n} oraz wszystkich elementów {\displaystyle x} zbioru {\displaystyle A{:}}

{\displaystyle \left|\sum _{i=1}^{n}f_{i}(x)\right|\leqslant M,}
- dla każdego {\displaystyle x} ze zbioru {\displaystyle A} ciąg {\displaystyle (g_{n}(x))_{n=1}^{\infty }} jest monotoniczny oraz zbieżny jednostajnie do {\displaystyle 0,}

to szereg funkcyjny
{\displaystyle \sum _{n=1}^{\infty }f_{n}(x)g_{n}(x)}
jest zbieżny jednostajnie w zbiorze {\displaystyle A}.